# 대구 서구의 국회의원
대구광역시 서구 선거구는 경상북도 대구시 선거구가 6개로 나뉘어 있었는데 1963년 1월 1일 구제 실시와 함께 제6대 총선에서 경상북도 대구시 중구 선거구 등 4개로 조정될 때 탄생하였다. 1981년 7월 1일 대구직할시 승격과 함께 대구직할시 중구·서구 선거구로, 1995년 1월 1일 대구광역시 개칭과 함께 대구광역시 서구 갑·을 선거구로 유지되다가, 제16대 총선 시 대구광역시 서구 선거구가 되었다.

## 행정구역 변천
- 1963년 1월 1일 경상북도 대구시 서구 설치
- 1975년 10월 1일 원대동4가·5가·6가(노원동)·노곡동·조야동 북구에 편입
- 1981년 7월 1일 달성군 성서읍 편입, 대구직할시 서구
- 1987년 1월 1일 서구 본리동 일부(구마로 이남(본동))를 남구에 편입
- 1988년 1월 1일 성당동·장동·장기동·용산동·감삼동·죽전동·이곡동·파산동·호림동·파호동·갈산동·신당동·본리동·내당동 일부(두류동) 달서구에 편입
- 1995년 1월 1일 대구광역시 서구

## 대구 서구의 역대 국회의원 일람
| 대수   | 이름           | 소속정당   | 임기                                 | 선거구역                                                                                                 |  |
| ------ | -------------- | ---------- | ------------------------------------ | --- |  |
| 제6대  | 김종환(金鍾煥) | 민주공화당 | 1963년 12월 17일 - 1967년 6월 30일   | 대구시 북구·서구 일원                                                                                    |  |
| 제7대  | 조일환(曺逸煥) | 신민당     | 1967년 7월 1일 - 1971년 6월 30일     | 대구시 북구·서구 일원                                                                                    |  |
| 제8대  | 조일환(曺逸煥) | 신민당     | 1971년 7월 1일 - 1972년 10월 17일    | 대구시 서구 일원                                                                                         |  |
| 제9대  | 박찬(朴燦)     | 민주공화당 | 1973년 3월 12일 - 1979년 3월 11일    | 대구시 중구·서구·북구 일원                                                                               |  |
| 제9대  | 한병채(韓炳寀) | 무소속     | 1973년 3월 12일 - 1979년 3월 11일    | 대구시 중구·서구·북구 일원                                                                               |  |
| 제10대 | 한병채(韓炳寀) | 무소속     | 1979년 3월 12일 - 1980년 10월 27일\| | 대구시 중구·서구·북구 일원                                                                               |  |
| 제10대 | 이만섭(李萬燮) | 민주공화당 | 1979년 3월 12일 - 1980년 10월 27일\| | 대구시 중구·서구·북구 일원                                                                               |  |
| 제11대 | 이만섭(李萬燮) | 한국국민당 | 1981년 4월 11일 - 1985년 4월 10일    | 대구시 중구·서구 일원                                                                                    |  |
| 제11대 | 한병채(韓炳寀) | 민주정의당 | 1981년 4월 11일 - 1985년 4월 10일    | 대구시 중구·서구 일원                                                                                    |  |
| 제12대 | 유성환(兪成煥) | 신한민주당 | 1985년 4월 11일 - 1988년 5월 29일    | 중구·서구 일원                                                                                           |  |
| 제12대 | 이만섭(李萬燮) | 한국국민당 | 1985년 4월 11일 - 1988년 5월 29일    | 중구·서구 일원                                                                                           |  |
| 제13대 | 정호용(鄭鎬溶) | 민주정의당 | 1988년 5월 30일 - 1990년 1월 5일     | 서구 갑: 내당1동, 내당2동, 내당3동, 내당4동, 비산4동, 평리2동, 평리4동, 평리5동, 상이동, 중리동          |  |
| 제13대 | 문희갑(文喜甲) | 민주자유당 | 1990년 4월 5일 - 1992년 5월 29일     | 서구 갑: 내당1동, 내당2동, 내당3동, 내당4동, 비산4동, 평리2동, 평리4동, 평리5동, 상이동, 중리동          |  |
| 제13대 | 최운지(崔雲芝) | 민주정의당 | 1988년 5월 30일 - 1992년 5월 29일    | 서구 을: 비산1동, 비산2동, 비산3동, 비산5동, 비산6동, 비산7동, 평리1동, 평리3동, 원대1·2가동, 원대3가동  |  |
| 제14대 | 정호용(鄭鎬溶) | 무소속     | 1992년 5월 30일 - 1996년 5월 29일    | 서구 갑: 내당1동, 내당2동, 내당3동, 내당4동, 비산4동, 평리2동, 평리4동, 평리5동, 상이동, 중리동          |  |
| 제14대 | 강재섭(姜在涉) | 민주자유당 | 1992년 5월 30일 - 1996년 5월 29일    | 서구 을: 비산1동, 비산2동, 비산3동, 비산5동, 비산6동, 비산7동, 평리1동, 평리3동, 원대1·2가동, 원대3가동  |  |
| 제15대 | 백승홍(白承弘) | 무소속     | 1996년 5월 30일 - 2000년 5월 29일    | 서구 갑: 내당1동, 내당2동, 내당3동, 내당4동, 비산4동, 평리2동, 평리4동, 평리5동, 평리6동, 상이동, 중리동 |  |
| 제15대 | 강재섭(姜在涉) | 신한국당   | 1996년 5월 30일 - 2000년 5월 29일    | 서구 을: 비산1동, 비산2동, 비산3동, 비산5동, 비산6동, 비산7동, 평리1동, 평리3동, 원대1·2가동, 원대3가동  |  |
| 제16대 | 강재섭(姜在涉) | 한나라당   | 2000년 5월 30일 - 2008년 5월 29일    | 서구 일원                                                                                                |  |
| 제17대 | 강재섭(姜在涉) | 한나라당   | 2000년 5월 30일 - 2008년 5월 29일    | 서구 일원                                                                                                |  |
| 제18대 | 홍사덕(洪思德) | 친박연대   | 2008년 5월 30일 - 2012년 5월 29일    | 서구 일원                                                                                                |  |
| 제19대 | 김상훈(金相勳) | 새누리당   | 2012년 5월 30일 - 2016년 5월 29일    | 서구 일원                                                                                                |  |
| 제20대 | 김상훈(金相勳) | 새누리당   | 2016년 5월 30일 - 2020년 5월 29일    | 서구 일원                                                                                                |  |
| 제21대 | 김상훈(金相勳) | 미래통합당 | 2020년 5월 30일 - 2024년 5월 29일    | 서구 일원                                                                                                |  |
| 제22대 | 김상훈(金相勳) | 국민의힘   | 2024년 5월 30일 -                    | 서구 일원                                                                                                |  |

## 같이 보기
- 대구시의 국회의원
- 대구 중구의 국회의원
- 대구 남구의 국회의원
- 대구 동구의 국회의원
- 대구 북구의 국회의원
- 대구 수성구의 국회의원
- 대구 달서구의 국회의원
- 달성군의 국회의원
- 서구 (대구 선거구)
- 서구 갑 (대구)
- 서구 을 (대구)